# Кирил Лозанчев
Кирил (Димитров) Димев Лозанчев е български революционер, деец на Вътрешната македоно-одринска революционна организация.

## Биография
Лозанчев е роден в 1873 година в Битоля, тогава в Османската империя. Брат е на Анастас Лозанчев. Завърша Битолската българска класическа гимназия. Кирил Лозанчев работи като търговец. Избран е за член на Битолския околийски комитет на ВМОРО в 1901 година. Нападнат е в Солун от гръцки терористи през март 1905 година, но успява да се спаси. Два пъти още е ранен до края на годината в Битоля от гръцки терористи. През същата Лозанчев е арестуван и е осъден на 3 години затвор. Лежи в Битолския затвор до март 1907 година, когато е амнистиран.
Кирил Лозанчев умира в 1950 година в Битоля. Баща е на 4 деца: Веселин, Нада, Божко и Ванчо.
Погребан е в гробището в двора на църквата „Света Неделя“ в Битоля.